# Suchy Żleb Jaworowy

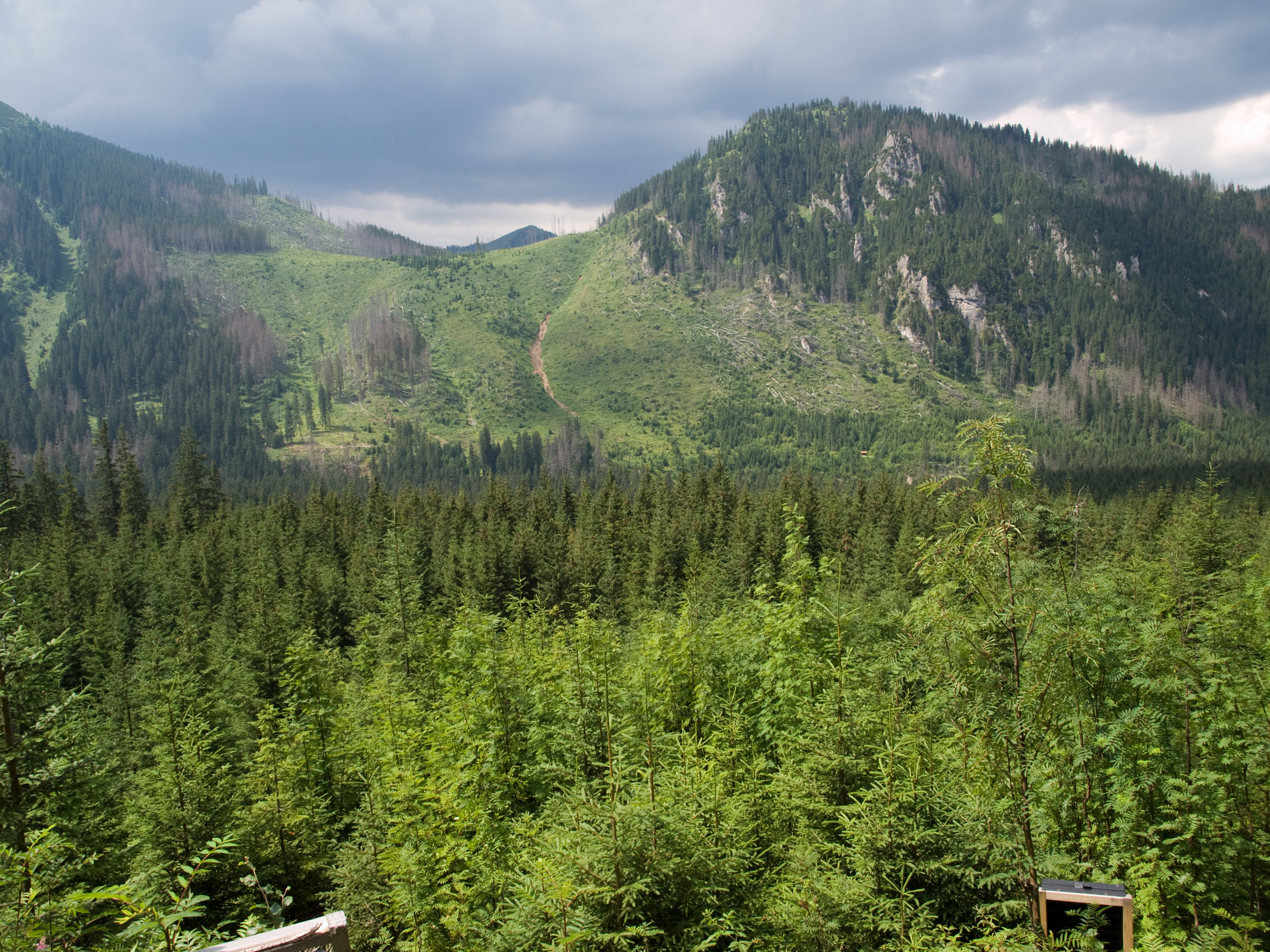
Sucha Przełęcz Jaworowa i Suchy Żleb Jaworowy

Suchy Żleb Jaworowy – niewielki żleb stanowiący zachodnie odgałęzienie Doliny Jaworowej w słowackiej części Tatr Wysokich. Suchy Żleb Jaworowy opada spod Suchej Przełęczy Jaworowej i kieruje się na wschód, w kierunku głównej osi Doliny Jaworowej. Ma on około 300 m długości, jego dnem płynie niewielki strumyk zwany Suchym Potokiem Jaworowym. Suchym Żlebem Jaworowym nie wiodą żadne znakowane szlaki turystyczne, nieopodal jego wylotu biegnie zielono znakowany szlak turystyczny prowadzący na Lodową Przełęcz, a następnie schodzący z jej siodła do Doliny Pięciu Stawów Spiskich.